# Rieko Ioane
Rieko Ioane (Auckland, 18 marzo 1997) è un rugbista a 15 neozelandese, tre quarti ala dei Blues in Super Rugby, nazionale con gli All Blacks dal 2016 e membro della nazionale di rugby a 7 con la quale ha partecipato ai Giochi Olimpici di Rio de Janeiro.

## Biografia
A livello giovanile Ioane è stato capitano della rappresentativa scolastica del suo paese nel 2014. Esordì nel National Provincial Championship nel 2015 con la squadra della sua provincia e in Super Rugby nel 2016 con i Blues dove già giocava il fratello maggiore Akira.
Nel febbraio 2015 entrò nella nazionale di rugby a 7 del suo paese facendo il suo esordio a 17 anni durante il Wellington Sevens e segnando due mete nella vittoriosa finale contro l'Inghilterra. Nel 2016 fece parte della rappresentativa neozelandese alle Olimpiadi di Rio de Janeiro.
Dopo le Olimpiadi, Ioane fu convocato da Steve Hansen, tecnico degli All Blacks, nella nazionale neozelandese durante il The Rugby Championship 2016. Fu quindi incluso nella squadra selezionata per disputare la tournée di fine anno negli Stati Uniti e in Europa e fece il suo esordio a Roma nella vittoria contro l'Italia il 12 novembre 2016 subentrando nel secondo tempo e segnando la sua prima meta. All'età di 19 anni, è stato uno dei più giovani esordienti nella storia degli All Blacks.
A livello internazionale ha giocato anche per i Māori All Blacks essendo affiliato ai clan māori Te Whānau-ā-Apanui e Ngāpuhi.

## Palmares
- Super Rugby: 1
Blues: 2024
- Super Rugby Trans-Tasman: 1
Blues: 2021